# Marianna Franken
Marianna Virginia Franken (Amsterdam, 2 februari 1928 – Laren (Noord-Holland), 15 februari 2025) was een Nederlands kunstenaar.
Zij was dochter van de Amerikaanse Ruth Virginia Gaines en de Nederlandse bankier Gerardus Franciscus Franken. Hij was commissionair in effecten en zat in het bestuur van de Vereniging voor de Effectenhandel.

## Leven
Het zag er niet naar uit dat ze kunstenaar zou worden. Ze studeerde tussen 1946 en 1955 radiologie in de Verenigde Staten (Universiteit van Californië in Berkeley). Eenmaal terug volgde ze een opleiding keramiek bij Emmy van Deventer; ze werkt dan een tijdje vanuit en atelier in Amsterdam (1958-1960), even later was ze in Hoogland te vinden. Vanuit dat atelier begon ze opnieuw aan een kortdurende studie (na 3 maanden brak ze hem af), ditmaal aan de Britse Farnham School of Art. Van daaruit streek ze neer in Voorthuizen, waar ze tussen 1969 en 1992 atelier hield, gevolgd door een periode in Blaricum.
Ze heeft enige tijd als assistent gewerkt bij Jan van Stolk. Zelf heeft ze les gegeven aan Guy van Hardenbroek en aan de Academie voor Kunst en Industrie Enschede (AKI).
Haar actieve loopbaan als kunstenaar/keramiste eindigt omstreeks 2007. Ze overleed op 97-jarige leeftijd in het Rosa Spier Huis in Laren.
Het Centraal Museum Utrecht en Museum Boijmans Van Beuningen hebben meerdere kunstwerken van Franken in hun collectie.

## Klokkenspel
Op verzoek van de Gemeente Leeuwarden maakte ze in 1965 een keramieken miniklokkenspel voor opstelling in de buitenlucht van het museum Princessehof. Hoewel mooi gevonden was het niet bestand tegen weersinvloeden. Tien jaar later was er nauwelijks meer iets van over. Slechts enkele klokken konden gered worden en kwamen ter expositie in genoemd museum terecht, begeleid door scherven van beschadigde exemplaren. Het origineel bevatte dertig klokken opgehangen aan een stalen constructie. De eveneens keramieken klepels sloegen bij wind tegen de klokken aan waarop aleatorische klanken werden voortgebracht. Het was destijds het tweede klokkenspel van Franken, een paar jaar eerder had ze een klokkenspel gemaakt voor Arnhem. Het verdween na een expositie naar een privéverzamelaar, werd er opgesteld in een tuin en ging later verloren door storm.

- RKD-Nederlands Instituut voor Kunstgeschiedenis: 29122
- Système universitaire de documentation: 266630634
- Virtual International Authority File: 394167864023222741115